# Prokop Toman
Prokop Toman (21. prosince 1872 Praha – 6. července 1955 Praha) byl český právník, tvůrce slovníku výtvarných umělců.

## Život
Narodil se v rodině advokáta JUDr. Hugo Tomana (1838–1898) a jeho manželky Marie Amalie, rozené Heymdtové (1852–??).
V roce 1900 se oženil s Antonií, rozenou Ptákovou (1881–1947), se kterou měl syna Prokopa (1902–1981). Studia práv ukončil promocí v roce 1907.
Byl zakladatelem Kroužku přátel malířského umění (později Společnost sběratelů a přátel umění), který uspořádal například výstavu Petra Brandla v Rudolfinu v září a říjnu 1911. Od roku 1933 byl členem mezinárodní komory znalců umění se sídlem v Paříži.
Je pohřben na pražských Olšanských hřbitovech, spolu s manželkou Antonií a synem Prokopem (část 003, oddělení 4, číslo hrobu 68–0069).

## Dílo

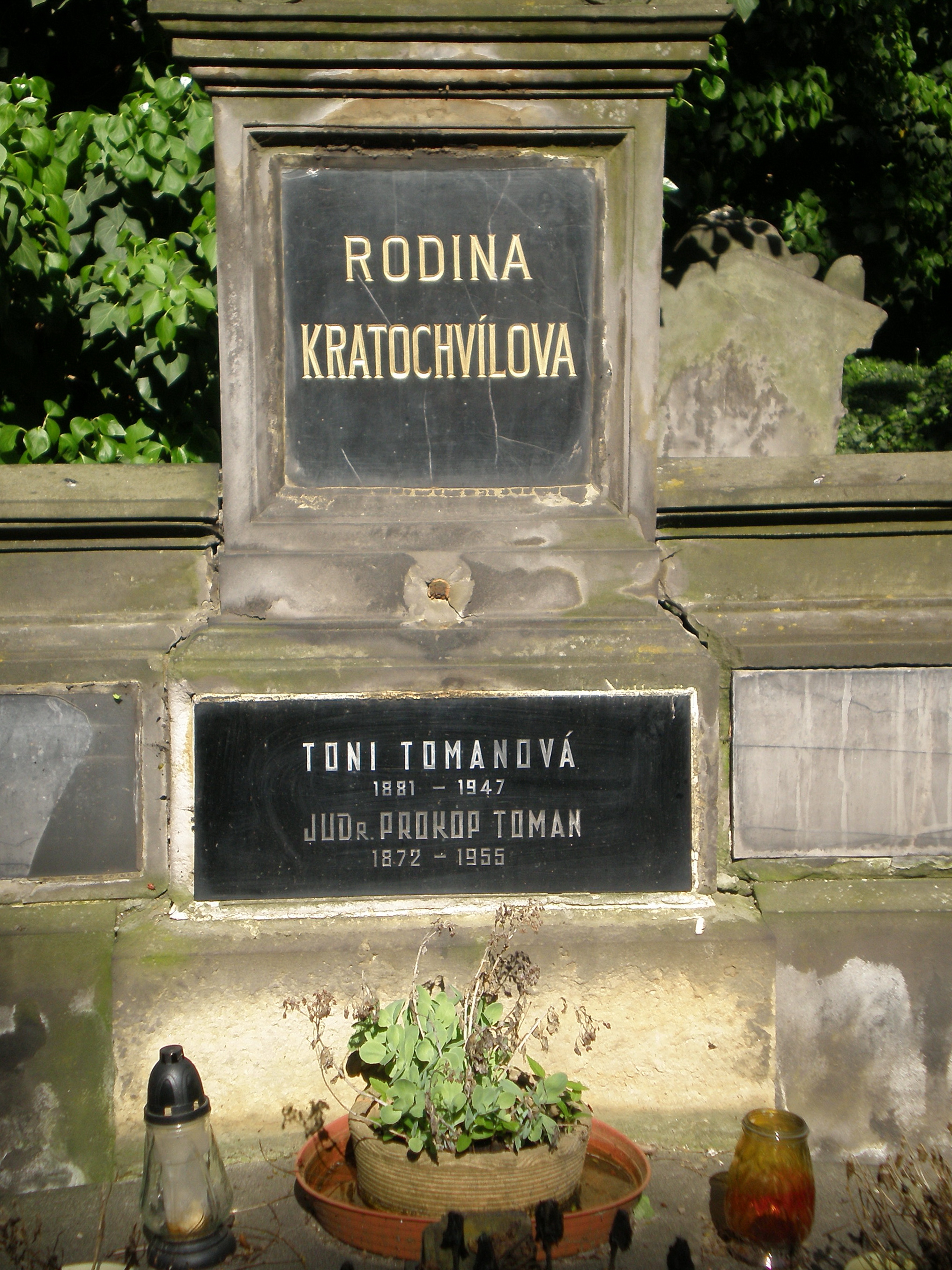
Hrob Prokopa Tomana na Olšanských hřbitovech v Praze

### Nejvýznamnější dílo
Jeho nejvýznamnějším dílem je Nový slovník československých výtvarných umělců, který poprvé vyšel v roce 1936, 5. vydání v roce 2000. Slovník je dodnes významným a ceněným zdrojem informací. Na třetím rozšířeném vydání s ním spolupracoval jeho syn Prokop Hugo Toman.

### Ostatní spisy
- Intimní verše : (1891–1898), Praha : vlastní náklad, 1898
- Adolf Kosárek (1830–1859) : jeho život a dílo a popisný seznam, Praha : Zora, 1926
- Josef Navrátil : Jeho život a dílo, Praha : Zora, 1919, 1932
- Sen noci štědrovečerní, 1920 – romaneto
- Studie a vzpomínky českého sběratele : (1907–1920), Praha : Hejda a Tuček, 1920
- Bílý démon 1923
- Slovník československých výtvarných umělců, Praha : Bedřich Kočí, 1927–1930
- Umění a sběratelství : Studie a vzpomínky, Praha : Dr. Prokop Toman ml., 1930
  - další vydání: Praha : Jednota umělců výtvarných, 1932
- Nový slovník československých výtvarných umělců, Praha : Rudolf Ryšavý, 1936, 1947–1950, 1993
  - 5. vydání, Praha : Ivo Železný, 2000, ISBN 80-237-3633-7
- Rembrandtovy vánoce : Vánoční povídka Prokopa Tomana k Novému roku 1937, Praha : Václav Petr, 1937
- Kouzelník barev : Jan Vermeer z Delftu : Životopisné romaneto, Praha : Václav Petr, 1940
- Sběratelské epištoly, Praha : Dr. Prokop Toman ml., 1941
- Vánoční povídky, Praha : R. Kmoch, 1946